# Anthrax argentia
Anthrax argentia är en tvåvingeart som beskrevs av Yeates och Christine Lynette Lambkin 1998. Anthrax argentia ingår i släktet Anthrax och familjen svävflugor. Inga underarter finns listade i Catalogue of Life.